# Pieter Ledoulx

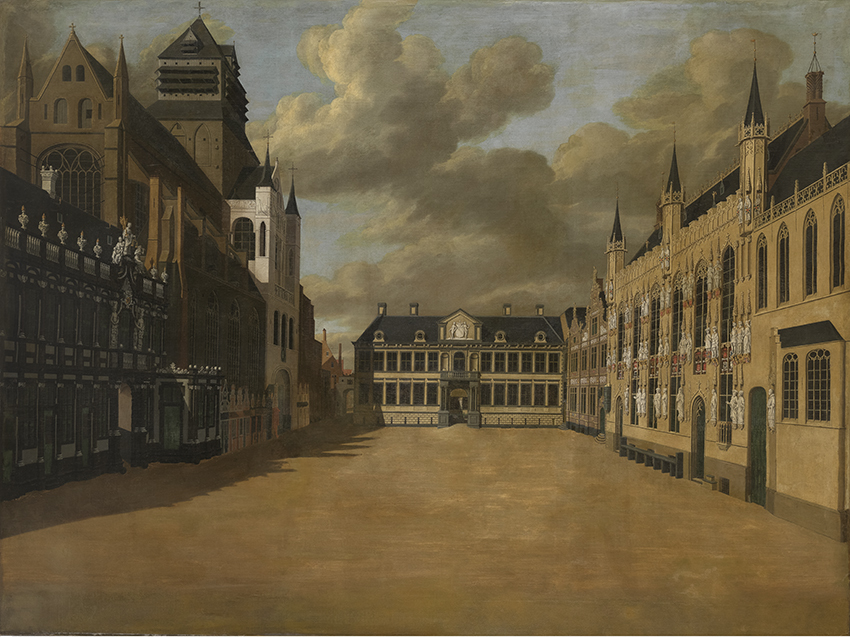
De Burg in Brugge, 1751 (Groeningemuseum).

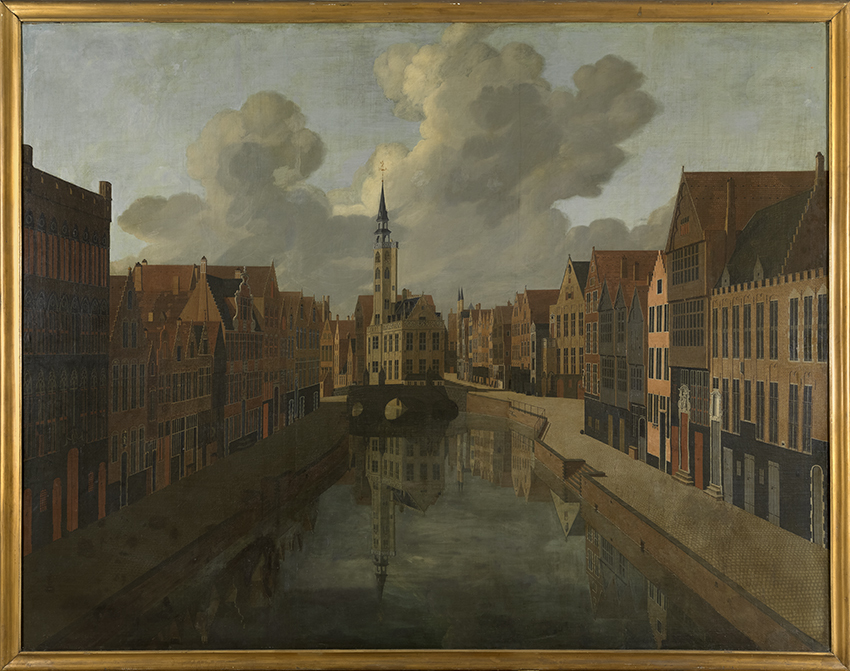
De Spiegelrei in Brugge, 1747 (Groeningemuseum).

Pieter Ledoulx, ook Le Doulx (Brugge, 1 maart 1730 - Brugge, 14 oktober 1807),  was een Vlaams tekenaar, schilder en schrijver.

## Levensloop
Pieter-Franciscus Ledoulx was de kleinzoon van Pieter Ledoulx, burgemeester van Oostende, en de zoon van Pieter-Franciscus Ledoulx (Oostende, 1698 - Brugge, 1773) een vooraanstaande ingezetene van de stad Brugge, en van Rosa Bouckaert.
Ledoulx liep school bij de augustijnen. Vanaf 1745 volgde hij lessen aan de Brugse kunstacademie, bij Matthijs de Visch en waarschijnlijk bij Jan Garemijn.
Van hem zijn weinig schilderijen bewaard: een zelfportret (toen hij 21 was), twee surrealistisch aandoende Brugse stadsgezichten (de Spiegelrei en het Burgplein) en enkele religieuze werken. Hij maakte ook een aantal salongarnitures en behangsels, te vinden in patriciërswoningen in Brugge, Gent en Brussel.
Zijn bekendheid verwierf hij vooral door de zeer talrijke waterverfschilderingen met accuraat weergegeven bloemen, planten, insecten, vogels, kruiden, stenen, archeologische voorwerpen en medische rariteiten. Een aantal van zijn tekeningen berust in de Brugse Musea, in de Koninklijke Bibliotheek (Brussel) en in particuliere verzamelingen. Hij maakte zijn aquarellen vaak in opdracht van verzamelaars, onder wie voornamelijk Joseph van Huerne (1752-1844). Hiervoor werkte hij vaak samen met twee andere Brugse tekenaars en kunstschilders, Jozef Ducq (1762-1829) en Jan Karel Verbrugge (1756-1831).
Ledoulx bleef vrijgezel en overleed in zijn woning in de Boeveriestraat.

## Handschriften van de auteur-historicus
Naast schilder en tekenaar was Ledoulx ook schrijver. Hij heeft aanzienlijk veel werk in handschrift nagelaten. Ze hebben de verdienste over vele mensen en zaken uit voornamelijk West-Vlaanderen gegevens te hebben verzameld die men zelden of nooit elders zou aantreffen. Hij heeft het nadeel dat hij hierbij de historische exactheid minder belangrijk achtte dan de romantische, soms feeërieke touch die hij graag aan zijn verhalen gaf.
Onder de handschriften die bewaard worden in het Brugse stadsarchief en in de stadsbibliotheek, of in andere fondsen, zijn te vernoemen:
- Levens der geleerde en vermaerde mannen der stad van Brugge (ca. 1800), 2 volumes, Brugge, Stadsarchief, Handschriften, ms. 18.

In dit werk gaf Ledoulx levensbeschrijvingen van 500 Bruggelingen (geleerden, juristen, schrijvers, geestelijken, ambtenaren), vanaf de middeleeuwen tot in zijn tijd.
Voor dit werk schreef zijn vriend de rederijker en schoenmaker Johannes Quicke (1744-1807) een lofdicht: Eer-bazuin geblaezen tot lof van den onvermoeielijken en menschlievenden heer Petus Le Doulx, kunstschilder, voor het opstellen der levens van de geleerden der stad Brugge.
- Kort begrijp der geleerde mannen van het Nederland (volgens Guicciardini) (ca. 1800), Brugge, Stadsarchief, Archief Gilliodts, 92.
- Levens der konstschilders, konstenaers en konstenaerressen, zo in 't schilderen, beeldhouwen als ander konsten, dewelke van de stadt van Brugge gebooren zijn, oft aldaer hunne konsten beoefend hebben (ca. 1795), Brugge, Stadsarchief, Archief Academie voor Schone Kunsten, 230. Er bestaat ook een tweede exemplaar, gekopieerd en verder gezet door priester Jan-Baptist Dienberghe, Brugge, Openbare Bibliotheek, ms. 597. Er bestaat ook een 19de-eeuwse kopie, Brugge, Stadsarchief, Handschriften, ms. 7

In dit werk gaf Ledoulx de biografie van 158 kunstenaars. 
Voor dit werk schreef zijn vriend, de dichter en augustijn Augustinus Baude (1734-1816) een huldedicht onder de titel: Eer-Croon voor den begaefden heer, Mijnheer Petrus Ledoulx, kunstschilder, toen hij in het licht gaf de levens der Brugsche schilders ten jare 1795.
- Levens der graven van Vlaenderen ofte kort begrip der zelve, wanneer zij naan de regeeringe zijn gekomen, hunne huwelijken en kinderen, hunne dood en begraefplaetsen, met hun grafschriften en epitaphen, met de gekleurde wapenschilden en portretten van de graven van Vlaenderen, 1806, Brugge, Openbare Bibliotheek, ms. 440
- Alle de wetten der stadt van Brugghe sedert het jaar 1250 tot 1797, alsmede het gedenckweerdigste dat er op ieder jaar is voorgevallen door Pieter Le Doulx sr., raed, schepen en hooftman, vervolledigd door Pieter Le Doulx jr., konstschilder, zynen zoon; den welken … gevoegd heeft eenen index der wapens …), Brugge, openbare Bibliotheek, ms. 445.
- Cronyke ofte Brugsche dagh-aenteekeningen in twee volumes, deel 2: 1786-1790, Brugge, Stadsarchief, Handschriften, ms. 52 Van deel I is geen exemplaar bekend).
- Rare geschriften behelsende het gedenckweerdighste dat ‘er is voorgevallen binnen de stadt van Brugghe, 1645-1684 door Jacques Inbona en verdergezet door Pieter Le Doulx tot 1781 (met een vervolgh ofte bijvoughsel), Kortrijk, openbare bibliotheek, Fonds Goethals-Vercruysse, ms. 175
- Succinte copie der Jaerboeken van Brugghe, 1685-1781, Brugge, openbare bibliotheek, ms. 605.
- Cronique de Bruges, 621-1489 (vermoedelijk gekopieerd door Ledoulx), Brugge, stadsarchief, archief Gilliodts, 101.
- De Glorie der Stad Brugge ofte geschiedenissen ven het Heylig ende Dierbaer Bloed ons Heeren Jesu Christi, Brugge, Archief Edele Confrerie van het Heilig Bloed.
- Aenteekeningen wegens het Brugsche stads-huys, [vóór 1786], Brugge, Openbare Bibliotheek, ms. 448
- Leven en mirakelen van Sinte-Godelieve door Cornelius Fredricus de Langhe, met tekeningen toegeschreven aan Pieter Le Doulx, [omstreeks 1802], Brugge, Sint-Godelieveabdij
- Beschryving van den oorsprong van de ridderlyke steekspelen en van het ridderlyck Gezelschap van den Witten Beer, … tot en met 1788, Brugge, Stadsarchief, Handschriften, ms. 3

## Publicatie
- Kroniek J. P. Le Doulx. Brugse kroniek over 825-1797, uitgave Jozef PENNINCK, Brugge, 1967.